# Grootmeesterspaleis (Valletta)
Het Grootmeesterspaleis is een in 1571 gebouwd paleis in Valletta. Het huisvest het kantoor van de president van Malta en was van 1921 tot 2015 ook de vergaderplaats van het Parlement van Malta.

## Geschiedenis
Het grootmeesterpaleis was een van de eerste gebouwen die werden gebouwd door grootmeester Jean de la Valette in de nieuwe hoofdstad Valletta na het Beleg van Malta in 1565. Architect Gerolimo Cassar kreeg de opdracht om een paleis te ontwerpen voor de Orde van Malta.
Toen de periode van de ridders op Malta voorbij was, werd het paleis in 1921 gebruikt als Malta's eerste zetel voor het Parlement van het eiland.

## Paleis
Het paleis is gebouwd om twee binnenplaatsen heen, waarbij een van de binnenplaatsen wordt gedomineerd wordt door een beeld van Neptunus. Het paleis is grotendeels versierd met fresco's van Matteo Perez d'Aleccio en schilderingen van Nicolau Nasoni. In het paleis zijn gobelins te zien die door grootmeester Ramón Perellós y Roccaful in 1710 opgehangen zijn. Tevens bezit het paleis een van de grootste wapenarsenalen van de Orde van Malta in Europa.